# Aeroporto de Uberaba
O Aeroporto de Uberaba - Mário de Almeida Franco (IATA: UBA, ICAO: SBUR) é um aeroporto localizado no município de Uberaba, no estado de Minas Gerais.
Foi inaugurado em 23 de maio de 1935, e permaneceu sob gestão da Infraero de 1980 a 2022. É classificado como Classe II-B pelo Registro Brasileiro de Aviação Civil (RBAC) da ANAC, e opera atualmente voos diários e regulares para o Belo Horizonte, e São Paulo.
Em 2022, a gestão do terminal foi transferida para o consórcio Aena Internacional através de uma concessão com validade de 30 anos.

## História
Em 12 de novembro de 1933, durante cerimônia realizada no Campo de Marte, em São Paulo, a companhia VASP inaugurou as primeiras rotas aéreas com destino ao interior paulista. Entre elas, destacavam-se as linhas São Paulo–São Carlos–São José do Rio Preto e São Paulo–Ribeirão Preto–Uberaba, com frequência de três voos semanais. Em São Carlos, a escala era realizada no antigo Aeroporto Salgado Filho.
No dia 14 de abril de 1934, ocorreram os voos inaugurais da rota São Paulo–Uberaba, com escala em Ribeirão Preto, também operados pela VASP, utilizando bimotores Monospar ST-4, com capacidade para quatro passageiros. A frequência era de três viagens por semana, às segundas, quartas e sextas-feiras, marcando o início das atividades do então denominado Campo de Aviação de Uberaba.
O terminal de passageiros foi inaugurado na década de 1950, quando a Prefeitura Municipal, sob a gestão do prefeito Arthur de Mello Teixeira, efetivou a doação do campo de aviação de Uberaba ao extinto Ministério da Aeronáutica. Assim, o campo de aviação foi promovido à categoria de aeroporto, recebendo a denominação de "Aeroporto Santos Dumont". A partir da promulgação da Lei Federal 11.519, de 14 de setembro de 2007, o aeroporto passou a ser oficialmente conhecido como Aeroporto Mário de Almeida Franco.
Em 1980, a Infraero assumiu o controle e administração do Aeroporto de Uberaba. A partir dessa data, foram iniciadas as modernizações em todo o sistema operacional, administrativo e de segurança, incluindo a instalação de balizamento noturno, estação meteorológica de superfície, tetômetro a laser, e farol rotativo de aeródromo, bem como a construção de uma seção contra incêndio com operação de 24 horas diárias.  
Essas modificações culminaram na ampliação do terminal de passageiros, implementada em 2008, resultando no aumento da capacidade operacional de 100 mil para 200 mil passageiros por ano. Em 2009, o terminal de passageiros do aeroporto foi ampliado, com readequação das salas de embarque e desembarque, modernização das áreas de check-in, construção de mirante com praça de alimentação e sanitários, além da adequação da pista. Adicionalmente, foi construída uma nova área para navegação aérea, com um segundo piso dotado de auditório e implantação de elevador para acesso à torre de controle.
Em 2019, foi executada a restauração da pista de pouso e decolagem (PPD 17/35) e recuperação do pavimento das cabeceiras (CAB17/35), possibilitando mais conforto e segurança ás operações.  
Em 18 de agosto de 2022, o consórcio espanhol Aena Desarrollo Internacional, arrematou 11 aeroportos brasileiros incluindo o Aeroporto Mário de Almeida Franco, após um lance final de R$ 2,4 bilhões realizado na B3 em São Paulo. A nova concessão faria a administração do lote de terminais ao longo de 30 anos. O Aeroporto de Uberaba foi inserido no segundo bloco da 7ª rodada de concessões da ANAC, em conjunto com os aeroportos de Santos Dumont, Jacarepaguá (RJ), Montes Claros, e Uberlândia (MG). Entre as exigências descritas estaria a manutenção e modernização dos aeroportos nos primeiros cinco anos da concessão.

## Complexo aeroportuário

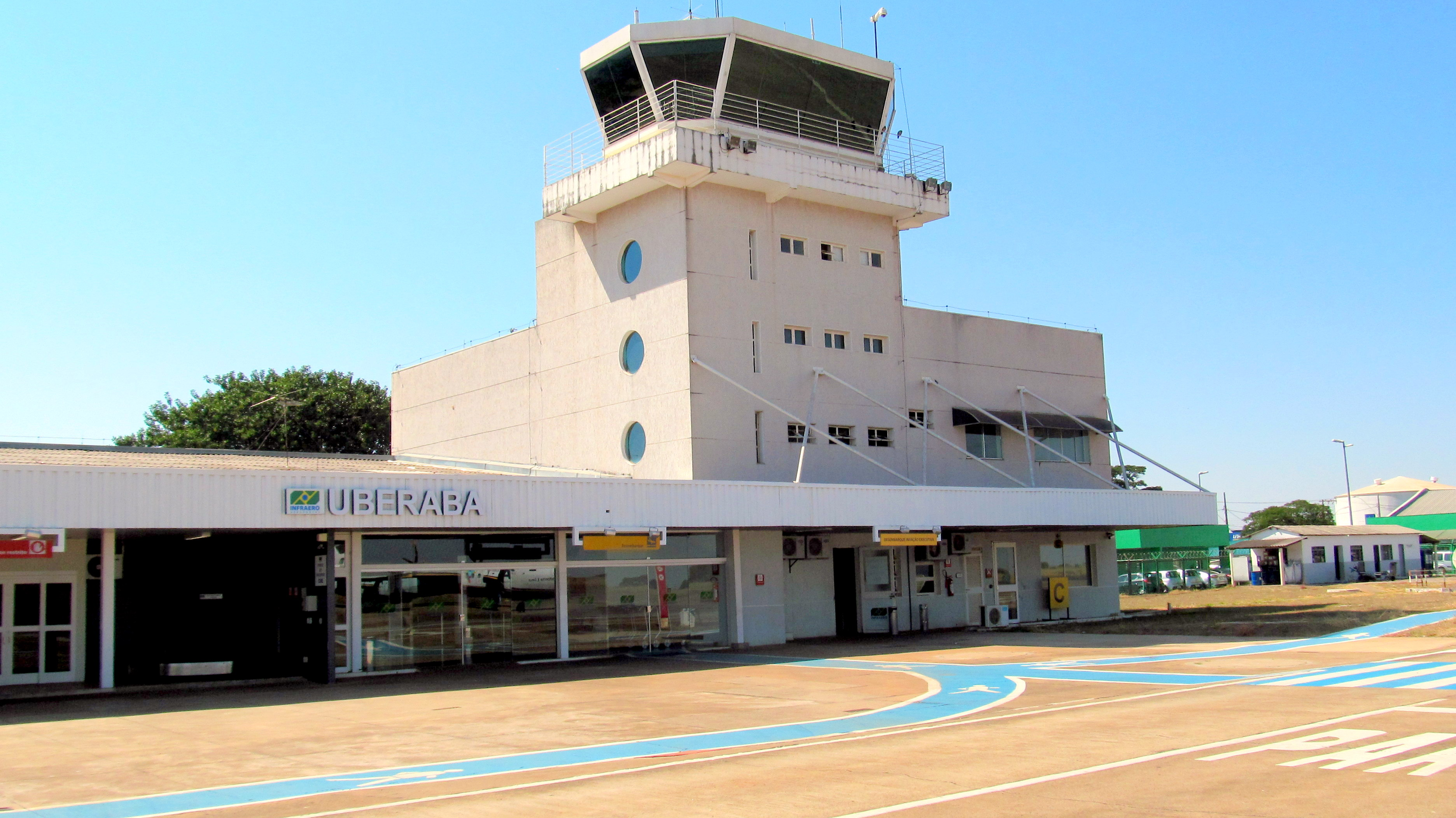
Torre de controle

- Sítio aeroportuário: 1.182 milhões de m²
- Área do pátio das aeronaves: 13.450 m²
- Posições para estacionamento de aeronaves: 20
- Posições para pátio de manobra: 03
- Dimensões da pista: 1.759 x 45 m
- Área do terminal de passageiros: 2.030 m²
- Vagas de estacionamento (entorno): 211
- Capacidade de passageiros/ano: 1,3 milhão

## Movimento de passageiros

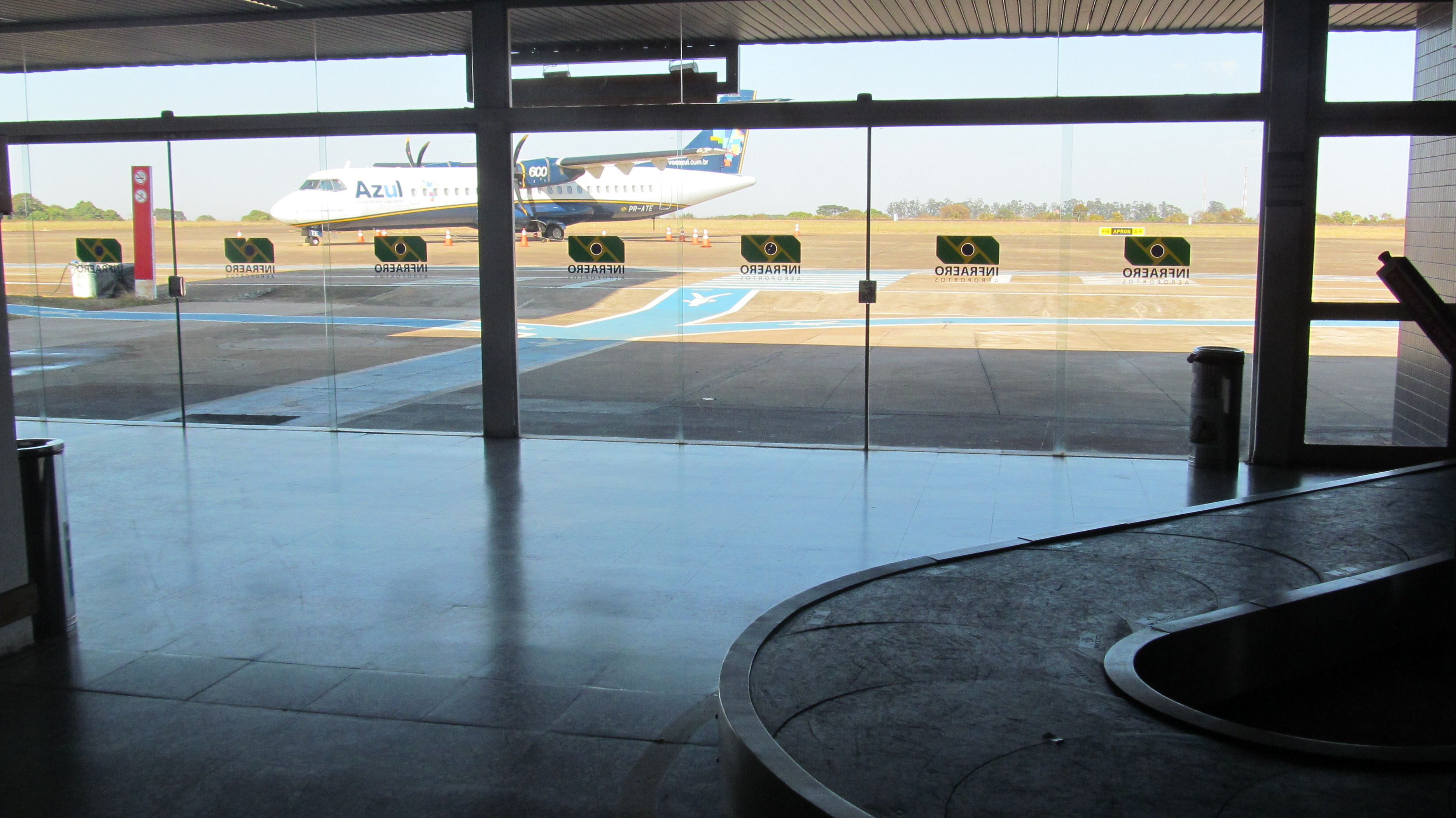
Sala de desembarque

O Aeroporto Mário de Almeida Franco movimenta anualmente uma média de 103.701 passageiros, 6.902 voos, e 81.293 kg de carga aérea. Somados os funcionários de empresas que operam o sistema aeroportuário, circulam cerca de 560 pessoas diariamente.
| Ano  | Passageiros |
| ---- | ----------- |
| 2009 | 73.851      |
| 2010 | 75.389      |
| 2011 | 133.292     |
| 2012 | 178.056     |
| 2013 | 147.345     |
| 2014 | 160.790     |
| 2015 | 137.717     |
| 2016 | 103.509     |
| 2017 | 78.697      |
| 2018 | 77.017      |
| 2019 | 88.630      |

## Acidentes
- Em 24 de maio de 1982, um avião prefixo PT-KZI da TAM, um Learjet 25B, derrapou na pista do aeroporto, parando dentro de uma vala. A causa do acidente foi um defeito nos freios e no reverso do aparelho. Felizmente os dez ocupantes saíram com vida.[9]

- No dia 11 de dezembro de 2004, um avião da Embraer modelo EMB-110 Bandeirante, caiu após a decolagem sobre duas casas no bairro Pontal, matando três pessoas: o piloto, o co-piloto e uma pessoa em terra.[10]